# Schweizer SGS 2-33

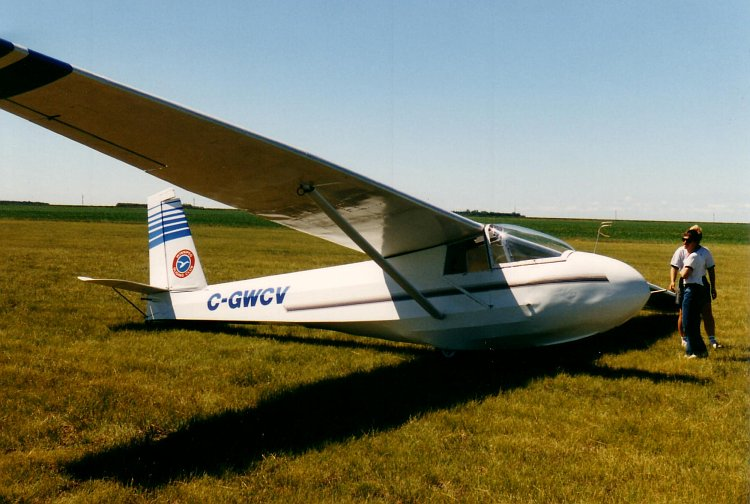
Schweizer SGS 2-33A thuộc câu lạc bộ tàu lượn Winnipeg

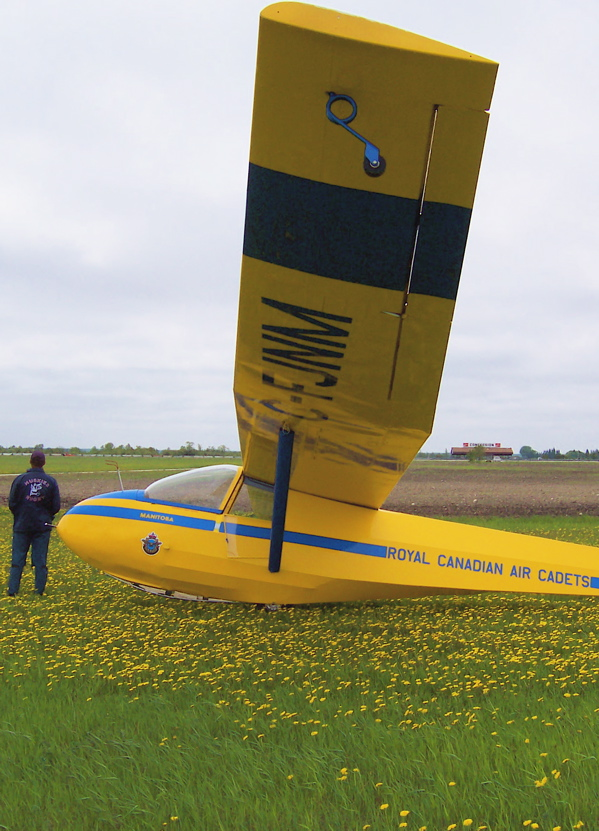
Schweizer SGS 2-33A được sử dụng trong chương trình tàu lượn huấn luyện tại trường học viên không quân Hoàng gia Canada

Schweizer SGS 2-33 là một loại tàu lượn huấn luyện 2 chỗ của Hoa Kỳ, do Schweizer Aircraft ở Elmira, New York chế tạo.

## Biến thể
SGS 2-33

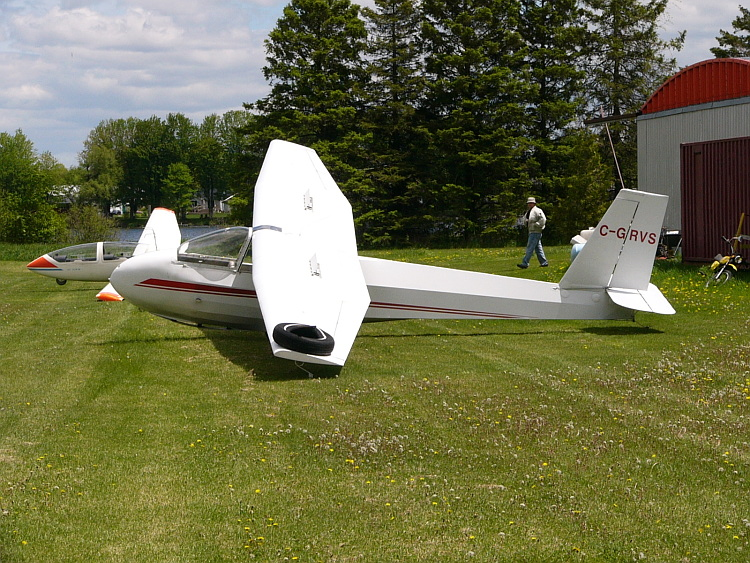
SGS 2-33A
SGS 2-33AK

## Quốc gia sử dụng
SGS 2-33 hiện được sử dụng rất nhiều tại các trung tâm đào tạo tàu lượn, trong đó lớn nhất là Air Cadet League of Canada với 54 chiếc 2-33 và 2-33A tính đến tháng 6 năm 2011.

## Tính năng kỹ chiến thuật

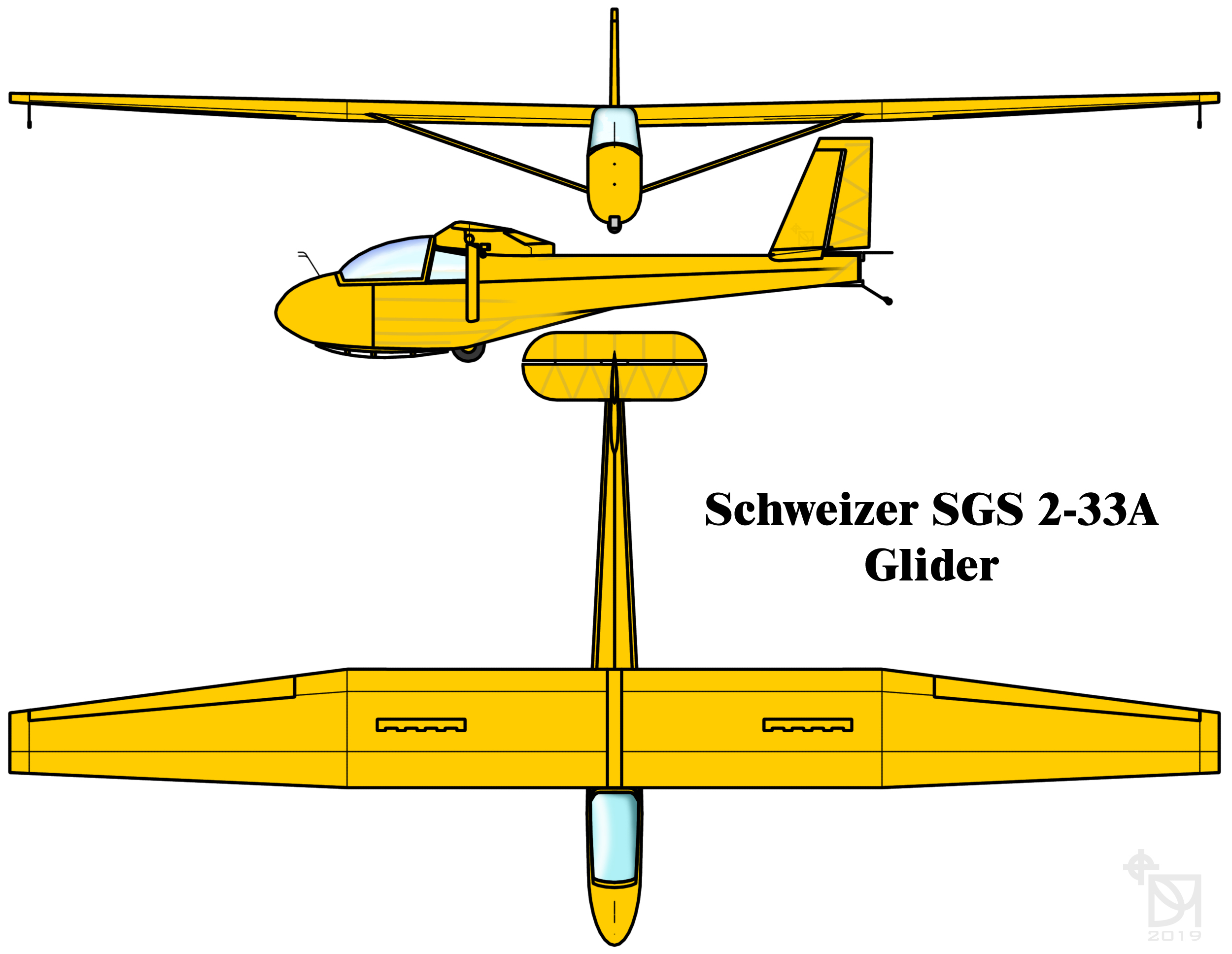
Schweizer SGS 2-33A

Dữ liệu lấy từ Pre-Course Information Package for Glider Candidates
Đặc điểm tổng quát
- Kíp lái: 2
- Chiều dài: 25 ft 9 in (7.90 m)
- Sải cánh: 51 ft 0 in (15.54 m)
- Chiều cao: 9 ft 3.5 in (2.90 m)
- Diện tích cánh: 219.48 ft2 (20.4 m2)
- Tỉ số mặt cắt: 11.85:1
- Kết cấu dạng cánh: NACA 63(3)-618[2]
- Trọng lượng rỗng: 600 lb (272 kg)
- Trọng lượng có tải: 1,040 lb (472 kg)

Hiệu suất bay
- Vận tốc cực đại: 98 mph (157 km/h)
- Hệ số bay lướt dài cực đại: 22.25 tại vận tốc 52 mph (83 km/h)[5]
- Vận tốc xuống: 168 ft/min (0,85 m/s)